# Podjelše
Podjelše – wieś w Słowenii, w gminie Kamnik. W 2018 roku liczyła 43 mieszkańców.